# Sergio Silvestris
Sergio Paolo Francesco Silvestris (ur. 22 grudnia 1973 w Molfetcie) – włoski polityk, samorządowiec, eurodeputowany VII kadencji.

## Życiorys
Z wykształcenia farmaceuta, pracował jakiś czas jako dziennikarz. W 1995 został wybrany do rady miejskiej Bisceglie. Pięć lat później uzyskał mandat radnego regionu Apulia, będąc wówczas najmłodszym radnym Sojusz Narodowego tego szczebla we Włoszech. Odnowił go w 2005, stając się w nowej kadencji jednym z głównych przeciwników komunistycznego prezydenta regionu, Nichiego Vendoli.
W 2009 został wiceprzewodniczącym struktur prowincjonalnych nowej partii pod nazwą Lud Wolności. W tym samym roku z listy tego ugrupowania w wyborach zdobył mandat posła do Parlamentu Europejskiego VII kadencji. Przystąpił do frakcji Europejskiej Partii Ludowej oraz Komisji Budżetowej. Po faktycznym rozwiązaniu PdL został członkiem reaktywowanej w 2013 partii Forza Italia.